# Сен Ленар (Монтреал)
Сен Ленар (фр. Saint-Léonard) је једна од 19 општина Монтреала. Општина је образована 1. јануара 2002.